# Альфонсо III д’Эсте
 Альфонсо III д’Эсте  (итал.  Alfonso III d'Este ; 22 октября 1591, Феррара — 26 мая 1644, Кастельнуово-ди-Гарфаньяна) — герцог Модены и Реджо с 1628 по 1629 годы, из династии д’Эсте.

## Биография
Старший сын герцога Чезаре д'Эсте и  Вирджинии Медичи, дочери великого герцога Тосканы  Козимо I.
Альфонсо описывают как интеллигентного, но вспыльчивого человека. В 1613 году он принял участие в войне против Лукки и играл главную роль в убийстве в Ферраре графа Эрколе Пеполи, оспаривавшим у Чезаре д'Эсте власть над герцогством (1617).
В 1608 году в Турине он женился на Изабелле Савойской, дочери герцога Карла Эммануила I Савойского. В браке родилось 14 детей, девять пережили детский возраст. Преждевременная смерть Изабеллы в 1626 году заставила Альфонсо задуматься об отказе от власти и принятии монашества. После смерти герцога Чезаре в декабре 1628 года, Альфонсо стал правителем Модены и Реджо, однако уже в июле 1629 в замке Сассуоло он объявил о своем отречении в пользу сына  Франческо. 8 сентября того же года бывший герцог стал монахом ордена капуцинов с именем  фра Джамбаттиста да Модена .
В дальнейшем Альфонсо изучал теологию и риторику в Риме, основал монастырь в  Гориции и был приглашен проповедовать в Иннсбрук и Вену. Его смирение и образцовая религиозная жизнь вызывали восхищение и энтузиазм. В 1632 году Альфонсо вернулся в Модену, где, однако, вскоре стал нежелательной фигурой, в том числе из-за своих настойчивых попыток обращения евреев в христианство.
Умер 24 мая 1644 года в монастыре Гарфаньяна, который он сам основал.